# Tudo Azul (1952)
Tudo Azul  é um filme brasileiro de 1952, dirigido por Moacyr Fenelon e com roteiro de Henrique Pongetti e Alinor Azevedo. Nos papeis principais estão Marlene, Luís Delfino e Laura Suarez

## Sinopse
Ananias (Luiz Delfino) é um homem simples e dedicado marido sonha ver suas composições gravadas. Após uma crise conjugal, tenta o suicídio tomando barbitúricos. Entra em transe e, por meio de um sonho, vê suas músicas fazendo sucesso. Quando acorda, percebe que tudo não passou de uma ilusão, mas sua vida não será mais a mesma.

## Elenco
| Ator/Atriz      | Personagem  |
| --------------- | ----------- |
| Marlene         | Maria Clara |
| Luís Delfino    | Ananias     |
| Laura Suarez    | Sofia       |
| Milton Carneiro | —           |
| Zizinha Macedo  | —           |
| Carmélia Alves  | Ela mesma   |
| Linda Batista   | Ela mesma   |
| Emilinha Borba  | Ela mesma   |
| Virgínia Lane   | Ela mesma   |
| Blecaute        | Ele mesmo   |